# Volk’s Electric Tramway

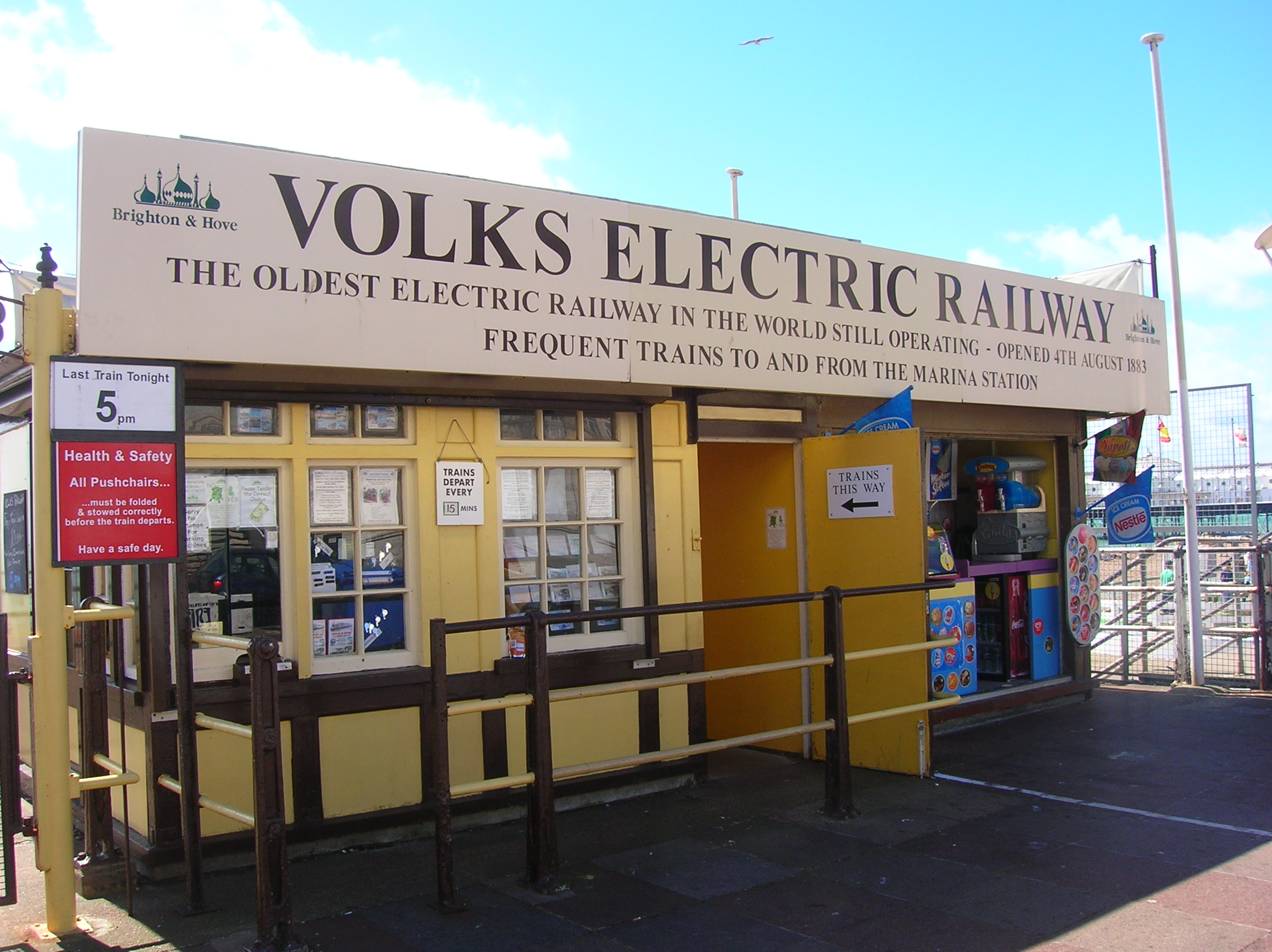
Station der Volk’s Electric Railway.

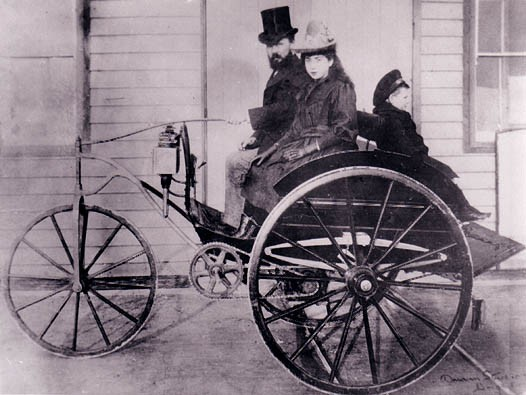
Dreirad von 1887

Volk’s Electric Tramway Ltd. war ein britisches Unternehmen.

## Unternehmensgeschichte
Das Unternehmen wurde von Magnus Volk in Brighton gegründet. Es stellte die weltweit älteste erhaltene Eisenbahn Volk’s Electric Railway sowie Brighton and Rottingdean Seashore Electric Railway her. 1887 begann die Produktion von Automobilen. Der Markenname lautete Volk. 1895 endete die Automobilproduktion. Insgesamt entstanden nur wenige Exemplare.

## Automobile
Das Unternehmen stellte Elektroautos her. Das erste Fahrzeug war ein Dreirad mit einem einzelnen Vorderrad. Der Elektromotor mit 0,5 PS Leistung kam von Acme & Immisch Electrical Works. Der Motor trieb über eine Kette die Hinterachse an. Job Pack von den Sussex Coach Works fertigte die Karosserie aus Walnussholz. Die offene Karosserie bot Platz für vier Personen in Dos-à-dos-Anordnung. Die Höchstgeschwindigkeit war mit 15 km/h angegeben.
1895 entstand ein Fahrzeug für den Sultan Abdülhamid II. Dieses Fahrzeug hatte eine vordere Schmalspur. Der Motor kam erneut von Acme & Immisch und leistete diesmal 1 PS.